# Levi Douglas
Pour les articles homonymes, voir Douglas.
Pas d'image ? Cliquez ici

a Compétitions nationales et continentales officielles uniquement.

Dernière mise à jour le 14 avril 2025.
Levi Douglas, né le 1er septembre 1995 à Greenwich en Angleterre, est un joueur de rugby à XV anglais évoluant au poste de deuxième ligne.

## Biographie
Levi Douglas est formé en Angleterre mais passe également une saison par le centre de formation de l'US Oyonnax.
Il signe son premier contrat professionnel avec le Bath Rugby et reste pendant quatre saisons avant de rejoindre les Wasps. Il est ensuite libéré en 2021 par son club pour rejoindre le RC Toulon comme joker médical.
En juin 2021, il s'engage pour deux ans avec le FC Grenoble à partir de la saison 2021-2022.
Après une saison au Japon chez les Urayasu D-Rocks, il s'engage en septembre 2024 au Biarritz olympique en tant que joker médical de Johnny Dyer jusqu'en avril 2025. Il rejoint les Dragons à la fin de son contrat.

## Palmarès
- Coupe d'Angleterre :
  - Finaliste (1) : 2018 (Bath Rugby)
- Championnat de France de Pro D2 :
  - Vice-champion (1) : 2023 (FC Grenoble)
- Barrage d'accession au championnat de France :
  - Finaliste (1) : 2023 (FC Grenoble)